# Gastrin
Gastrin är ett gastrointestinalt hormon som signalerar till magsäckens celler, epitelceller, att utsöndra magsaft (saltsyra och pepsinogen). Produktion av gastrin stimuleras i sin tur av lukt-, syn- och smaksinnena. Det är möjligt att gastriner också verkar som neuropeptider.
Gastrin finns i två former, ett med 13 och ett med 17 aminosyror. Hormonet produceras i magsäcken (i antrum) och i tolvfingertarm av speciella celler, så kallade gastrinceller.
Hormonet frisätts då maginnehållets (i magsäcken och i tolvfingertarmens första del) pH blir förhöjt.
Saltsyraproduktionen initieras av gastrin då hormonet når speciella celler, parietalceller, i magsäcken. Dessa parietalceller frisätter då saltsyra till maginnehållet, chymus. Den låga pH-nivån som följer hjälper kroppen att eliminera mikroorganismer (vissa bakterier har dock förmågan att själva skapa ett högre pH, exempelvis helicobacter pylori, den enda kända bakterien som trivs i chymus miljö av extremt låga pH) Saltsyran underlättar också proteolysen i mag-tarm-kanalen.